# Dirty Fingers
| 전문가 평가                      | 전문가 평가 |
| 평가 점수                        | 평가 점수   |
| 출처                             | 점수        |
| -------------------------------- | ----------- |
| AllMusic                         | [ 2 ]       |
| Collector's Guide to Heavy Metal | 7/10        |

《Dirty Fingers》는 북아일랜드의 기타리스트 게리 무어의 세 번째 솔로 스튜디오 음반이다. 이 음반은 원래 1980년에 녹음되었지만, 궁극적으로 더 "라디오 지향적인" 《G-Force》 음반에 밀려 보류되었다. 이 중 3곡(〈Nuclear Attack〉, 〈Don't Let Me Be Misunderstood〉, 〈Run to Your Mama〉)은 1981년 EP로 발매되었다. 이 음반은 결국 1983년 제트 레코드에 의해 일본에서 발매되었고, 이듬해 국제 음반이 발매되었다.

## 배경
제트 레코드와 계약할 때 녹음된 작품 중 하나로 1981년 초부터 제작이 진행됐으나 무어와 제트 레코드의 관계가 악화돼 실시간 12인치 싱글 〈Nuclear Attack〉만 나오고 무어는 1981년 말 제트와의 계약을 해지했다.
〈Hiroshima〉는 히로시마시에 원자폭탄 투하를 직접적으로 부른 반전 노래다. 〈Don't Let Me Be Misunderstood〉는 애니멀스 등의 연주로 알려진 곡의 커버다. 〈Nuclear Attack〉은 무어가 전면 참여한 그렉 레이크의 솔로 음반 《Greg Lake》 (1981년)에도 제공됐다.

## 곡 목록
모든 곡들은 특별한 언급이 없는 한 게리 무어에 의해 작사/작곡하였다.
| #  | 제목                              | 작사·작곡                             | 재생 시간 |
| -- | --------------------------------- | ------------------------------------- | --------- |
| 1. | 〈Hiroshima〉                     |                                       | 4:30      |
| 2. | 〈Dirty Fingers〉 (기악)          |                                       | 1:09      |
| 3. | 〈Bad News〉                      |                                       | 5:06      |
| 4. | 〈Don't Let Me Be Misunderstood〉 | 베니 벤저민, 솔 마커스, 호레이스 오트 | 3:37      |
| 5. | 〈Run to Your Mama〉              |                                       | 4:44      |

| #   | 제목                          | 재생 시간 |
| --- | ----------------------------- | --------- |
| 6.  | 〈Nuclear Attack〉            | 5:11      |
| 7.  | 〈Kidnapped〉                 | 3:50      |
| 8.  | 〈Really Gonna Rock Tonight〉 | 3:50      |
| 9.  | 〈Lonely Nights〉             | 3:58      |
| 10. | 〈Rest in Peace〉             | 5:58      |